# UFC 269
UFC 269: Oliveira vs. Poirier è stato un evento di arti marziali miste tenuto dalla Ultimate Fighting Championship l'11 dicembre 2021 alla T-Mobile Arena di Las Vegas, negli Stati Uniti.

## Risultati
|                                        | Divisione             |                      |                 |                      | Metodo                                      | Round           | Tempo           | Premio          |
| Card Principale                        | Card Principale       | Card Principale      | Card Principale | Card Principale      | Card Principale                             | Card Principale | Card Principale | Card Principale |
| -------------------------------------- | --------------------- | -------------------- | --------------- | -------------------- | ------------------------------------------- | --------------- | --------------- | --------------- |
| Sfida valida per il titolo di campione | Pesi leggeri          | Charles Oliveira (c) | batte           | Dustin Poirier       | Sottomissione (rear-naked choke)            | 3               | 1:02            | POTN            |
| Sfida valida per il titolo di campione | Pesi gallo femminili  | Julianna Peña        | batte           | Amanda Nunes (c)     | Sottomissione (rear-naked choke)            | 2               | 3:26            | POTN            |
|                                        | Pesi welter           | Geoff Neal           | batte           | Santiago Ponzinibbio | Decisione non unanime (28–29, 30–27, 29–28) | 3               | 5:00            |                 |
|                                        | Pesi mosca            | Kai Kara-France      | batte           | Cody Garbrandt       | KO tecnico (pugni)                          | 1               | 3:21            | POTN            |
|                                        | Pesi gallo            | Sean O'Malley        | batte           | Raulian Paiva        | KO tecnico (pugni)                          | 1               | 3:21            | POTN            |
| Card Preliminare                       |                       |                      |                 |                      |                                             |                 |                 |                 |
|                                        | Pesi piuma            | Josh Emmett          | batte           | Dan Ige              | Decisione unanime (29–28, 29–28, 30–27)     | 3               | 5:00            |                 |
|                                        | Pesi gallo            | Dominick Cruz        | batte           | Pedro Munhoz         | Decisione unanime (29–28, 29–28, 29–28)     | 3               | 5:00            | FOTN            |
|                                        | Pesi massimi          | Tai Tuivasa          | batte           | Augusto Sakai        | KO (pugni)                                  | 2               | 0:26            | POTN            |
|                                        | Pesi medi             | Bruno Silva          | batte           | Jordan Wright        | KO tecnico (pugni)                          | 1               | 1:28            | POTN            |
|                                        | Pesi medi             | André Muniz          | batte           | Eryk Anders          | Sottomissione (armbar)                      | 1               | 3:13            |                 |
|                                        | Pesi mosca femminili  | Erin Blanchfield     | batte           | Miranda Maverick     | Decisione unanime (30–27, 30–27, 30–27)     | 3               | 5:00            |                 |
|                                        | Pesi piuma            | Ryan Hall            | batte           | Darrick Minner       | Decisione unanime (30–27, 30–27, 29–27)     | 3               | 5:00            |                 |
|                                        | Pesi gallo            | Tony Kelley          | batte           | Randy Costa          | KO tecnico (gomitate)                       | 2               | 4:15            |                 |
|                                        | Catchweight (129 lbs) | Gillian Robertson    | batte           | Priscila Cachoeira   | Sottomissione (rear-naked choke)            | 1               | 4:59            |                 |

## Premi
I lottatori premiati ricevettero un bonus di 50.000 dollari.
Legenda:
- FOTN: Fight of the Night (vengono premiati entrambi gli atleti per il miglior incontro dell'evento)
- POTN: Performance of the Night (viene premiato il vincitore per la migliore performance dell'evento)